# Freimersdorf
Freimersdorf ist ein Ortsteil in der Stadt Pulheim im Rhein-Erft-Kreis im Land Nordrhein-Westfalen. Mit einer Fläche von rund 0,3 km² ist es der kleinste Stadtteil der Kommune.

## Lage
Das Ortsgebiet Freimersdorfs umfasst 0,295 km² und liegt im Süden Pulheims. Es ist der kleinste Ortsteil der Stadt und ist vollständig umschlossen vom Ortsgebiet Brauweilers in dessen Zentrum. Freimersdorf ist neben Manstedten der einzige Ortsteil Pulheims, der an keine andere Kommune grenzt.

## Geschichte
Freimersdorf wurde erstmals im Jahre 1028 als Vremerstrop erwähnt. Seit dem Mittelalter gehörte Freimersdorf zum Amt Königsdorf im Kurfürstentum Köln. 1794 wurde der Ort von französischen Truppen besetzt. Es wurde die Mairie Freimersdorf im Kanton Weiden gebildet. Dieser war ein Teil des Arrondissement de Cologne im Département de la Roer. 1815 kam Freimersdorf an das Königreich Preußen. Es entstand die Bürgermeisterei Freimersdorf, zu der auch die Orte Brauweiler, Dansweiler, Sinthern, Vogelsang und Widdersdorf gehörten im Landkreis Köln im Regierungsbezirk Köln. 1927 wurde die Bürgermeisterei Freimersdorf in Amt Freimersdorf umbenannt, das ein Jahr später in Amt Brauweiler geändert wurde. Seit dem 1. Januar 1975 ist Freimersdorf ein Stadtteil der Stadt Pulheim.

## Verkehr
Südlich von Freimersdorf befinden sich die Bundesstraße 55 und die Eisenbahnlinie Köln-Düren.

## Kultur und Freizeit
- Golfclub GolfCity Köln Pulheim

### Bauten
- Ehemaliger Fronhof der Abtei Brauweiler
- Peter-Jahn-Hof
- Gut Neuenhof
- Gut Bergerhof
- Gut Lüningerhof
- Kistemacherhof

## Söhne und Töchter des Stadtteils
- Johann Baptist Franz Decker (* 1822; † 21. Juni 1873 in Düren), Politiker und Mitglied des Reichstages